# Dubplate48
Dubplate48 wird gerne als die „älteste Reggae/Ska-Band Wiesbadens“ bezeichnet. Sie wurde 2001 gegründet und trägt ihren Namen nach eigenen Angaben „aus Liebe zur jamaikanischen Soundsystem-Kultur und zu frisch gepressten Vinyls“.

## Geschichte
Hervorgegangen ist die zehnköpfige Formation um Bandleader „Mister Fisherman“ im Mai 2001 aus der hessischen Ska-Combo „Somersault“, die bereits seit 1992 für Aufsehen in der Szene sorgte. Neben zahlreichen Auftritten im gesamten Bundesgebiet und England sind u. a. auch Konzerte mit Szene-Größen wie Burning Spear, Dennis Brown, Dub Syndicate, Laurel Aitken und Bad Manners zu nennen.
Nach dem Debütalbum Night in Kingston 2003 erschien im Juni 2005 das bisher letzte Album Cook & Curry. Den Opener Sunshine Again konnte man bereits vorher auf dem Riddim-Sampler begutachten.
Sampler-Veröffentlichungen gibt es sowohl im Reggae-Genre als auch in der Ska-Ecke. Im Jahr 2003 ist die Band auf den Samplern riddim CD#07 und Blue Beat In My Soul Vol.2 vertreten. 2005 ist die Gruppe auch an dem Sampler riddim CD#19 beteiligt.
Dubplate48 ist ebenfalls im Rundfunk vertreten. Im Zeitraum von Februar bis Mai 2003 gab es zahlreiche Interviews und eine Unplugged-Session beim lokalen Reggae-Radiosender Ganja Bonanza. Im April gab es zudem ein Interview beim Hessischen Rundfunk. Auch beim XXL Heimspiel-Special „Unfrisiert“ am 5. Oktober 2003, bei dem die „Crème de la Crème heimischer Musiker“ der Sendungen des Jahres 2003 gespielt wird, waren Dubplate48 dabei. Auf GIGA gab die Band im Oktober 2003 ein Fernsehinterview.
Auf Festivals konnte die Band vor allem beim Sound of Frankfurt 2003, dem Chiemsee Reggae Summer 2004 und dem Darmstädter Schlossgrabenfest 2005 überzeugen.

## Stil
Heute präsentieren Dubplate48 einen Querschnitt der jamaikanischen Musikgeschichte. Ihre Musik besteht aus bläserorientiertem Roots-Reggae, Rocksteady, Ska, Reggae, Dancehall und effektgeladenem Dub.
Bei ihren Auftritten setzt die Band auf Eigenkompositionen sowie Dub-Einlagen, Samplereinsätze, Percussions und Backing-Vocals. Die Sprache der Texte reicht von Deutsch über Englisch bis Patois. Verantwortlich für den Live-Sound ist Timo „Dubminister“ Willecke.

## Diskografie

### Dubplate48 (seit 2001)

#### Alben
- 2003: Night in Kingston
- 2005: Cook and Curry

#### Beteiligung an Kompilationen
- 2003: riddim CD#7 (piranha media GmbH)
- 2003: Blue Beat In My Soul Vol. II (Nasty Vinyl)
- 2005: riddim CD#19 (piranha Media GmbH)

### Somersault (1995–2001)

#### Alben
- 1996: Unite?!
- 1998: bangarang
- 2000: bangarang (Neuauflage)

#### Beteiligung an Kompilationen
- 1995: Ska Trax – The Next Generation 2 (Heatwave Blacklabel)
- 1997: My Private Wiesbaden (Rewika Records)
- 1999: Clubline Drosselgasse – Rüdesheim
- 2001: Blue Beat In My Soul Vol. I (Nasty Vinyl)